# Horoiata
Horoiata – wieś w Rumunii, w okręgu Vaslui, w gminie Bogdănești. W 2011 roku liczyła 159 mieszkańców.